# Tancuri în al Doilea Război Mondial

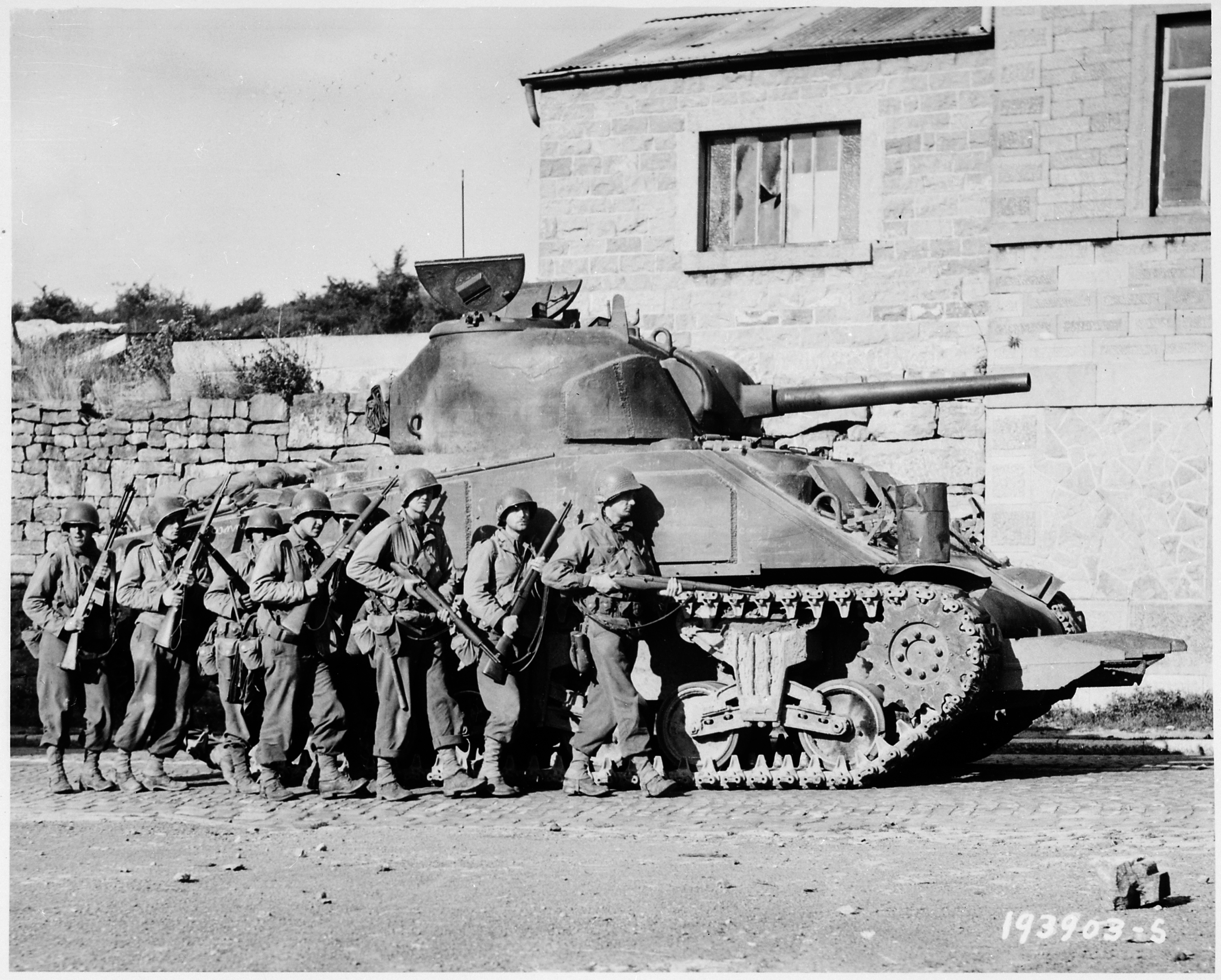
Un tanc din Al Doilea Război Mondial (figurat M4 Sherman) a fost eficient împotriva unei game largi de ținte, dar adesea avea nevoie de sprijinul infanteriei pentru a-l proteja împotriva atacurilor apropiate.

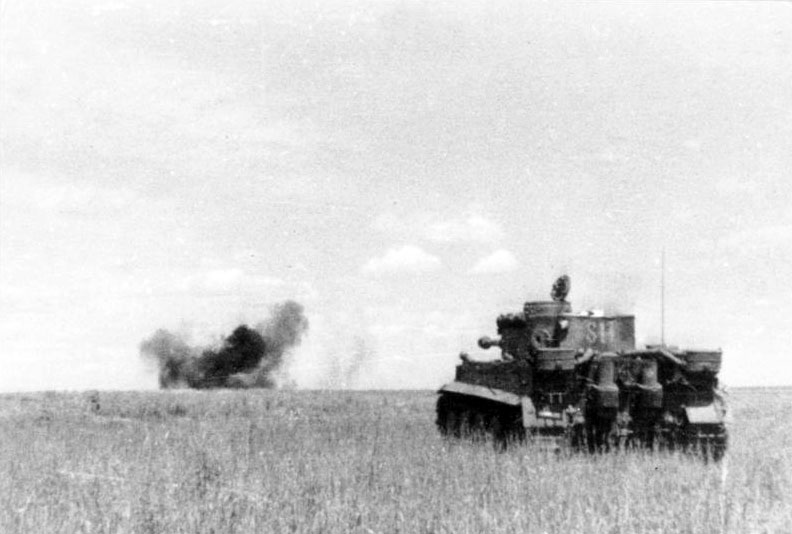
Tancul greu Tiger I își putea folosi tunul puternic cu rază lungă de acțiune în avantajul său pe câmpurile deschise ale bătăliei de la Kursk, 1943.

Tancurile au fost un sistem de arme important în Al Doilea Război Mondial. Deși tancurile în anii interbelici au făcut obiectul unor cercetări pe scară largă, au fost fabricate puține, în doar câteva țări. Totuși, în timpul celui de-al Doilea Război Mondial, majoritatea armatelor au folosit tancuri, iar mii de astfel de vehicule erau produse în fiecare lună. Utilizarea tancurilor, doctrina și producția au variat considerabil între națiunile combatante. La sfârșitul războiului, un consens începuse să se formeze cu privire la doctrina și designul tancurilor.

## Fundal
Tancul a fost inventat de britanici în 1916 și folosit pentru prima dată în timpul Primului Război Mondial, fiind aproape simultan dezvoltat și în Franța. Tancurile din Primul Război Mondial reflectau atât noutatea ideii, cât și stadiul primitiv al industriei auto. Acestea se deplasau cu viteza unui om care merge pe jos, erau relativ nesigure, iar cea mai eficientă utilizare a lor era încă în curs de dezvoltare până la sfârșitul războiului. Un progres important în designul tancurilor a fost suspensia Christie, dezvoltată de inginerul american J. Walter Christie⁠(d), care permitea o mișcare mai lungă a suspensiei decât sistemele convenționale cu arcuri cu foi, aflate atunci în uz, și permitea tancurilor să se deplaseze mai rapid.
Doctrina războiului blindat s-a schimbat radical în anii dintre cele două războaie mondiale, pe măsură ce armatele căutau modalități de a evita impasul impus de puterea de foc modernă și de a restabili capacitatea ofensivă pe câmpul de luptă. Inițial, tancurile fuseseră folosite pentru sprijinul apropiat al infanteriei, dar, odată cu dezvoltarea doctrinei mecanizate moderne de către mai multe armate, acestea au devenit o componentă esențială a echipei de arme combinate. Pe lângă sprijinul infanteriei, tancurile au preluat rolurile tradiționale ale cavaleriei, au oferit sprijin de artilerie mobilă și au fost adaptate pentru misiuni de geniu militar.
Designul tancurilor s-a îmbunătățit treptat și în perioada interbelică. Reflectând dezvoltarea industriei auto, motoarele, transmisiile și sistemele de șenile ale tancurilor au fost perfecționate. Până la începutul războiului, în septembrie 1939, existau tancuri capabile să parcurgă sute de kilometri pe șenilele lor, cu un număr limitat de defecțiuni.
Războiul a accelerat ritmul schimbărilor în design. În special, cursa dintre puterea de foc și blindaj din timpul conflictului a dus la îmbunătățiri rapide atât în armament, cât și în protecția tancurilor.